# 522

## Nașteri
- dată necunoscută: Alipie Stâlpnicul  (d. ?)
- dată necunoscută: Simeon din Emesa  (d. 588)